# Fred Kohlmeyer & Sons
Fred Kohlmeyer & Sons war ein US-amerikanischer Hersteller von Kraftfahrzeugen.

## Unternehmensgeschichte
Fred Kohlmeyer gründete 1916 das Unternehmen in Loganville in Wisconsin. Er stellte bis 1920  einige Personenkraftwagen her. Außerdem entstanden ab spätestens 1920 Lastkraftwagen. Der Markenname lautete Klondike. 1929 wurde das Unternehmen aufgelöst.
Eine Quelle meint, es waren sechs oder acht Pkw, während eine andere Quelle acht Stück angibt. Daneben sind einheitlich etwa 25 Lkw überliefert.

## Fahrzeuge
Die Pkw hatten einen Sechszylindermotor von der Wisconsin Motor Manufacturing Company. Er leistete 65 PS. Die meisten Aufbauten waren Tourenwagen mit sieben Sitzen. Daneben entstand eine viertürige Limousine. Alle Fahrzeuge waren schwarz.